# Lion blanc

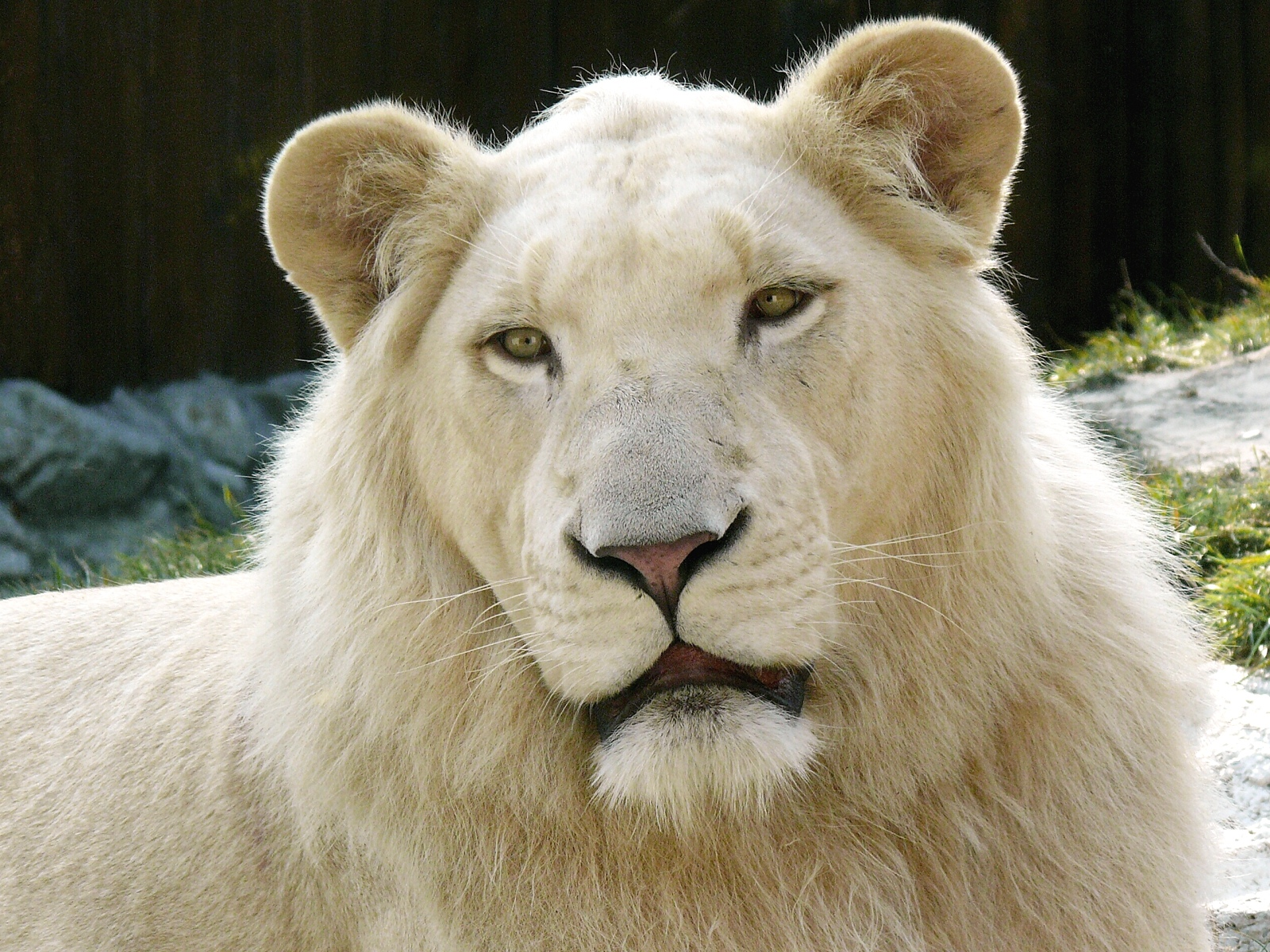
Un lion blanc au zoo de Bratislava.

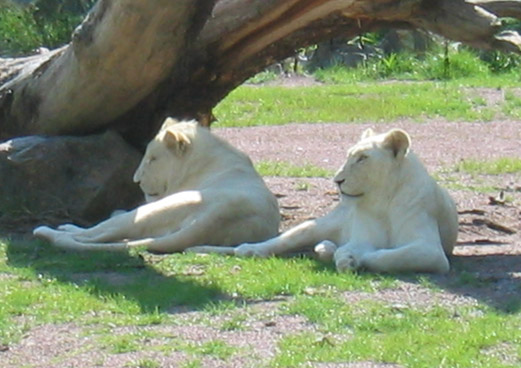
Deux lionnes blanches vivant au zoo de Jurques (Basse-Normandie, France).

Le lion blanc est une forme mutante du lion de la sous-espèce lion d'Afrique ; il ne s'agit pas d'une sous-espèce séparée. On le croise occasionnellement dans les réserves naturelles d'Afrique du Sud, et il fait l'objet d'élevages sélectifs dans des zoos du monde entier.
L'allèle responsable de la mutation est récessif, si bien que les lions blancs restent rares dans la nature et que seul un couple de lions blancs peut avoir des lionceaux blancs à coup sûr ; il arrive que des lionceaux blancs naissent de lions normaux au Timbavati et dans le Parc national de Kruger. La plus grande population de lions blancs se trouve dans les zoos où ils sont élevés dans le but de perpétuer leur couleur, ce qui présente des risques de consanguinité.
Les lions blancs ne sont pas atteints d'albinisme. Leur mutation est appelée leucistisme qui donne à leur fourrure une couleur variant du blond au blanc presque pur. Cette couleur donne aux lions un désavantage dans la nature car elle les rend plus visibles aux yeux de leurs proies. Dans les années 1970, Chris McBride parle du lion blanc dans son livre Les lions blancs du Timbavati (The White Lions of Timbavati).
Selon les croyances africaines, le lion blanc est divin et croiser sa route porte bonheur.

## Comportement et physiologie
Pour des articles plus généraux, voir Lion et Lion d'Afrique.

## Génétique du lion blanc
Les lions blancs ne sont pas atteints d'albinisme mais de leucisme. Des pigments sont visibles dans leurs yeux (qui ne peuvent jamais être rouge, mais dorés/noisette comme ceux des lions normaux, mais aussi bleus-gris ou verts - il est possible d'élever sélectivement des lions aux yeux bleus), sur leurs coussinets et leurs lèvres.
Leur leucistisme est dû à l'allèle mutant chinchilla, qui inhibe le dépôt de pigment sauf sur les extrémités des poils. En conséquence, la couleur des lions blancs varie du blond au blanc presque pur. Les crinières et les « pinceaux » caudaux des mâles sont blonds ou crème au lieu d'être noirs.

## Élevage
La couleur des lions blancs leur vient d'un allèle récessif, qui est également responsable de la couleur des tigres blancs. Les lions peuvent donc faire l'objet d'un élevage sélectif destiné à obtenir des lignées de lions blancs pour les zoos et les cirques. Comme pour les tigres blancs, cet élevage présente des risques de consanguinité et donc d'apparition de troubles génétiques comme des problèmes cardiaques ou des paralysies.

### Les lions blancs du Timbavati
Les premières observations de lions blancs remontent à 1928 et au début des années 1940. En 1959, un clan avec deux lionceaux blancs fut observé près de Tshokwane dans le parc national de Kruger avant de disparaître. Des lions albinos ont également été observés dans le secteur, selon David Alberton dans son livre Wild Cats of the World.
En 1975, deux lionceaux blancs ont été observés dans la réserve privée du Timbavati, adjacente au parc national de Kruger. Leur histoire est racontée par Chris McBride dans The White Lions of Timbavati. Les deux lionceaux, Temba (« espoir » en zoulou) et Tombi (« fille ») avaient un frère de couleur normale, nommé Vela (« surprise »). En 1976, une lionne blanche nommé Phuma (« hors de l'ordinaire ») fut observée à Timbavati. Elle fut tuée par des chasseurs à l'âge de deux ans et sa peau fut revendue dans une boutique de la ville de Sabi. En 1977, un lion blond de deux ans fut observé dans le district central.
Après la mort de Phuma, Temba, Tombi et Vela (qui portait l'allèle mutant récessif) furent confiés au zoo national de Pretoria en Afrique du Sud. Temba engendra plusieurs petits et mourut en 1986. Tombi eut un lionceau blanc en 1981 qui ne survécut pas. Vela eut une portée, mais on ignore si ses descendants ont survécu. Les lions blancs du parc de Ouwehands dans les Pays-Bas semblent être de la lignée de Temba ou peut-être de Vela. Quelques autres lions blancs ou blonds sont nés à Timbavati après Temba, Tombi et Vela. Une femelle vécut plusieurs années avant d'être tuée dans un combat pour le territoire en 1993. Aujourd'hui les lions blancs sont rares mais présents sur les territoires du Timbavati et du Sabi Sand River.
Il existe une autre lignée de lions blancs potentiellement issue des lions de Timbavati, fondée par un mâle blanc capturé dans la zone de Timbavati à la fin des années 1980 et élevé dans une réserve privée.
Des descendants de Temba vivent en captivité. Un lion fauve hétérozygote (portant l'allèle mutant récessif) du zoo de Pretoria peut passer l'allèle mutant à ses descendants. Deux mâles fauves hétérozygotes venant du zoo de Cincinnati vivent actuellement dans une réserve privée africaine. Une femelle blanche et un mâle fauve hétérozygote ont été envoyés au centre de reproduction d'Indiana aux États-Unis. Une autre femelle a été tuée accidentellement lors d'un combat entre femelles alors qu'elle était prêtée à un zoo.

### Les lions du zoo de Johannesburg
En 1977, le zoo de Johannesburg captura un mâle fauve hétérozygote qui avait un frère blanc. Ce zoo se vante d'être le premier à avoir élevé des lions blancs en captivité. Timba, un lion fauve blessé de Timbavati, fut amené au zoo pour y être soigné. On pensa qu'il portait la mutation des lions blancs et il fut donc croisé avec une femelle puis avec une de ses propres filles. Cela donna une lionne blanche nommée Bella en 1982, qui engendra à son tour plusieurs lionceaux blancs. Cette lignée est représentée dans des zoos à Philadelphie, Toronto, en Chine, en Allemagne et au Japon.
Une autre lignée de lions blancs à la "Rhino and Lion Nature Reserve" près de Johannesburg fut fondée par un lionceau blanc abandonné, Thandile, découvert dans la réserve en 1999. Thandile a les yeux bleus et n'est pas albinos. En 1998, un lionceau blanc à moitié dévoré fut découvert dans la réserve.
Les lions blancs vivant actuellement dans cette réserve ont tous les yeux gris-bleu.

### Les lions blancs de Kruger et Umfolozi
En 1979, trois portées contenant des lions blancs furent observées dans le parc national Kruger. En mars, une lionne avec trois lionceaux blancs fut observée près de Tshokwane. En septembre, trois lionceaux blancs issus de deux mères différentes furent capturés dans le parc national Kruger. Un lion blanc a également été vu dans la réserve d'Umfolozi en territoire zoulou.

### Lions blancs d'origine inconnue
- Un programme d'élevage de lions blancs est en cours dans la réserve privée d'Inkwenkwezi à l'est du Cap (Afrique du Sud).
- Quatre lionceaux blancs sont nés au zoo de Papanack près d'Ottawa mais ne sont pas restés blancs. Un lionceau blanc est né dans un parc safari en Floride (la date est incertaine) mais n'est pas resté blanc.
- Récemment on a observé des lions blancs à l'état sauvage, y compris un mâle qui dirigeait un petit clan.[réf. nécessaire]

### Lions blancs en captivité
En 1974, un lionceau gris clair est né au zoo de Birmingham en Alabama.
Les archives du New York Times de 1980 rapportent la naissance de trois lionceaux blancs au King Kong Zoo de Tampa, les premiers en dehors de l'Afrique du Sud. Deux lionnes blanches et deux lions fauves hétérozygotes venant de Johannesburg furent exhibés en 1993 au zoo de Philadelphie. Ce zoo aurait reçu deux lions blancs d'Allemagne, dont un nommé Banjo. Kanya, né là-bas en mai 1994, fut le résultat de plusieurs croisements consanguins avec la famille de Timba. Tous les lions blancs en captivité descendent de Timba et Bella.
En 1995, il y avait moins de dix lions blancs dans le monde. Cette année-là, Sarmoti, une lionne blanche, et Shaka, un mâle fauve hétérozygote, du zoo de Johannesburg, furent achetés par Siegfried et Roy. En septembre 1996, Siegfried et Roy avaient sept lions blancs, dont certains furent confiés au Safari parc de Fritz Wurm à Stuckenbrock (Rhénanie-du-Nord-Westphalie) en Allemagne. Les descendants des lions blancs de Siegfried et Roy, issus de ceux d'Allemagne, furent présentés au zoo de Cincinnati comme « les lions blancs de Timbavati ». Une exposition homonyme fut présentée au zoo de Toronto en 1995.
Des lions blancs de ces différentes lignées furent accouplés au centre de reproduction pour améliorer la diversité génétique des lions blancs et réduire ainsi la consanguinité.
Tous les lions blancs appartiennent à la sous-espèce du parc de Kruger et n'ont pas été croisés avec d'autres sous-espèces de lion, sauf une lionne blanche du zoo de Toronto qui a été croisée avec un mâle métis.
Un lion blanc nommé Haldir vit au zoo de Bratislava en Slovaquie. Haldir est né au ZooParc de Beauval en France en juillet 2004.
Un programme d'élevage de lions blancs a également démarré aux Zion Wildlife Gardens en Nouvelle-Zélande qui possèdent trois femelles et un mâle nommé Gandor. Le programme a de grandes chances de produire plusieurs lionceaux blancs.
Le West Midlands Safari Park à Bewdley dans le Worcestershire a introduit le premier clan de lions blancs britanniques en 2004. En août 2006, quatre lionceaux, Casper, Kiara, Lara et Toto, sont nés, portant à huit le nombre total de lions blancs dans le parc.
En novembre 2023, trois lionceaux blancs sont nés dans un zoo vénézuélien, deux mâles et une femelle. Ce sont les premiers lionceaux blancs à naitre au Venezuela.

### Lions blancs en France
Plusieurs parcs zoologiques et cirques français présentent des lions blancs.
Du fait des nombreuses naissances et transferts dans d'autres zoos, il est cependant difficile d'estimer précisément le nombre de lions blancs vivant actuellement en France.
À titre indicatif : en 2016, la population des lions blancs vivants sur le territoire français était estimée à une trentaine d'individus répartis dans les parcs zoologiques, auxquels s'ajoutent une vingtaine de lions blancs présents dans les cirques, soit un total d'environ cinquante individus.

## Dans la culture
- Un des exemples les plus célèbres de lions blancs est Léo le roi de la jungle, créé par Osamu Tezuka.
- Dans le dessin animé Le Roi de Las Vegas, Larry et sa famille sont blancs, et d'autres lions blancs font leur apparition.
- Dans les séries télévisées japonaises Lion-Maru et Lion-Maru G, le héros est un guerrier leuco-léontocéphale.
- Dans la série télévisée américaine Weeds (épisode 04*08, « I am the table »), on peut apercevoir un lion blanc.
- Dans le manga Head-Trick[3], une ancienne équipe légendaire dirigée par Soul'Z porte le nom de "Lions Blancs" (Tome 7).
- Dans la  série télévisée d'animation Garfield et Cie, l'épisode « Aventure Africaine » consacre son histoire au sauvetage des lions blancs de Manzanie, menacés par un très riche propriétaire d'un zoo.
- Dans la série Détective Conan (épisode 258, « L'homme de Chicago, première partie »), on peut voir un lion blanc du nom de Léon qui est l'attraction principale d'un cirque.
- Le film Mia et le Lion blanc lui est dédié.
- Dans le film Mufasa : Le Roi lion, des lions blancs forment un groupe de « méchants » connu sous le nom des Vagabonds et Kiros (lui-même lion blanc) fait office d'antagoniste principal du film.